# ОШ „Сава Шумановић” Земун
Основна школа „Сава Шумановић“ налази се у Земуну, у насељу Алтина, у улици Добановачки пут број 107.
Основана је 23. јуна 2009. године одлуком Скупштине града Београда, а почела је са радом 1. септембра 2009. године.
Поред стандардне учионичке наставе за ученике млађих разреда, у школи је организована и кабинетска настава за ученике старијих разреда, а њено извођење засновано је на коришћењу савремених наставних средстава као што су интерактивна табла и мимио уређај.
Све учионице су климатизоване, а школа поседује лифт и тоалете за хендикепирану децу. Готово сваки кабинет повезан је са преткабинетом за припрему наставе, који је опремљен рачунаром и неопходним училима. Поред дигиталног кабинета свака учионица поседује сопствени рачунар за наставнике.
У школи се уче два страна језика: енглески од првог до осмог разреда и немачки од петог до осмог разреда.
Школа поседује школску библиотеку са великим бројем књига, као и фискултурну салу која се простире на 650 квадратних метара опремљену савременим наставним средствима. Школа има стални видео надзор.Поред стандардне учионичке наставе за ученике свих разреда, у школи је организована кабинетска настава за хемију, техничко информатичко образовање и информатику и рачунарство, а њено извођење засновано је на коришћењу савремених наставних средстава као што су интерактивна табла и мимио уређај.
Све учионице су климатизоване, а школа поседује лифт и тоалете за хендикепирану децу. Готово сваки кабинет повезан је са преткабинетом за припрему наставе, који је опремљен рачунаром и неопходним училима. Поред дигиталног кабинета свака учионица поседује сопствени рачунар за наставнике.
У школи се уче два страна језика: енглески од првог до осмог разреда и немачки од петог до осмог разреда.
Школа поседује школску библиотеку која је због повећаног броја ученика адаптирана у једну учионицу, док се други део користи као библиотека са великим бројем књига, као и фискултурну салу која се простире на 650 квадратних метара опремљену савременим наставним средствима. Школа има стални видео надзор.
Школа није мењала свој назив.
Школа располаже са 20 класичних учионица, 3 кабинета, 1 фискултурном салом. У овој школској години за реализацију наставе након преграђивања свечане сале и библиотеке користиће се 20 учионица и 3 кабинета с тим да ученици млађих разреда деле учионице са ученицима старијих разреда.
Настава физичког васпитања се одвија у великој сали и спортским теренима, настава грађанског васпитања и веронауке се реализује у слободним учионицама.
Слободне и ваннаставне активности се реализују у учионицама, школском холу, спортским објектима, библиотеци. Исхрана ученика се реализује у специјализованом простору школске кухиње са трпезаријом.